# Norwegische Meisterschaft im American Football
Die Norwegische Meisterschaft im American Football wird seit 1986 ausgetragen. Aktueller Titelträger sind die Eidsvoll 1814s, Rekordmeister sind die Oslo Vikings mit 15 Titeln.

## Geschichte
Die erste norwegische Meisterschaft wurde von den Oslo Trolls (heute Vålerenga Trolls), den Westside Vikings (heute Oslo Vikings) sowie den Kolbotn Hunters aus der Nähe von Oslo organisiert. Das erste Finale gewannen die Trolls mit 57:3 gegen die Vikings. Die drei Vereine gründeten den Norwegischen American Football Verband (NoAFF). Bis 1998 standen sich immer die Trolls und die Vikings im Finale gegenüber; Ausnahme war 1991, als die Asker Lynx den Vikings unterlagen. Ab 1999 waren die Eidsvoll 1814s regelmäßig im Finale vertreten und gewannen von 2004 bis 2010 sieben Mal in Folge die Meisterschaft. Die Kristiansand Gladiators waren 2012 bis 2014 jeweils im Finale, von denen sie das letzte gewannen. 
Seit 2014 wird die höchste Liga unter dem Namen Eliteserien ausgetragen. 2015 holten sich die Lura Bulls die Meisterschaft. Seitdem wird die Meisterschaft wieder fast ausschließlich zwischen Eidsvoll und den Vikings entschieden. 2017 gewannen die Vikings ihre elfte Meisterschaft und überholten damit die Trolls als Rekordmeister.

## Meister
| Saison | Datum                 | Meister                 | Ergebnis           | Finalist                |
| ------ | --------------------- | ----------------------- | ------------------ | ----------------------- |
| 1986   |                       | Oslo Trolls             | 57:30              | Westside Vikings        |
| 1987   | Oslo Trolls (2)       | 68:60                   | Westside Vikings   |                         |
| 1988   | Oslo Trolls (3)       | 22:00                   | Westside Vikings   |                         |
| 1989   | Oslo Trolls (4)       | 33:00                   | Westside Vikings   |                         |
| 1990   | Westside Vikings      | 66:30                   | Oslo Trolls        |                         |
| 1991   | Westside Vikings (2)  | 99:70                   | Asker Lynx         |                         |
| 1992   | Westside Vikings (3)  | 34:00                   | Oslo Trolls        |                         |
| 1993   | Vålerenga Trolls (5)  | 62:19                   | Oslo Vikings       |                         |
| 1994   | Vålerenga Trolls (6)  | 67:00                   | Oslo Vikings       |                         |
| 1995   | Vålerenga Trolls (7)  | 57:00                   | Oslo Vikings       |                         |
| 1996   | Vålerenga Trolls (8)  | 69:00                   | Oslo Vikings       |                         |
| 1997   | Vålerenga Trolls (9)  | 54:00                   | Oslo Vikings       |                         |
| 1998   | Oslo Vikings (4)      | 20:14                   | Vålerenga Trolls   |                         |
| 1999   | Oslo Vikings (5)      | 28:14                   | Eidsvoll 1814s     |                         |
| 2000   | Oslo Vikings (6)      | 69:21                   | Eidsvoll 1814s     |                         |
| 2001   | Eidsvoll 1814s        | 24:70                   | Oslo Vikings       |                         |
| 2002   | Oslo Vikings (7)      | 24:21                   | Vålerenga Trolls   |                         |
| 2003   | Vålerenga Trolls (10) | 41:31                   | Eidsvoll 1814s     |                         |
| 2004   | Eidsvoll 1814s (2)    | 55:48                   | Vålerenga Trolls   |                         |
| 2005   | Eidsvoll 1814s (3)    | 21:70                   | Vålerenga Trolls   |                         |
| 2006   | Eidsvoll 1814s (4)    | 34:19                   | Oslo Vikings       |                         |
| 2007   |                       | Eidsvoll 1814s (5)      | 30:27              | Oslo Vikings            |
| 2008   |                       | Eidsvoll 1814s (6)      | 46:00              | Oslo Vikings            |
| 2009   |                       | Eidsvoll 1814s (7)      | 60:40              | Oslo Vikings            |
| 2010   |                       | Eidsvoll 1814s (8)      | 19:12              | Oslo Vikings            |
| 2011   |                       | Oslo Vikings (8)        | 48:20              | Eidsvoll 1814s          |
| 2012   |                       | Oslo Vikings (9)        | 28:13              | Kristiansand Gladiators |
| 2013   |                       | Eidsvoll 1814s (9)      | 28:70              | Kristiansand Gladiators |
| 2014   |                       | Kristiansand Gladiators | 24:21              | Eidsvoll 1814s          |
| 2015   |                       | Lura Bulls              | 40:18              | Eidsvoll 1814s          |
| 2016   |                       | Oslo Vikings (10)       | 14:70              | Eidsvoll 1814s          |
| 2017   |                       | Oslo Vikings (11)       | 51:70              | Eidsvoll 1814s          |
| 2018   |                       | Oslo Vikings (12)       | 65:00              | Asane Seahawks          |
| 2019   |                       | Oslo Vikings (13)       | 26:60              | Eidsvoll 1814s          |
| 2020   | Saison abgebrochen    | Saison abgebrochen      | Saison abgebrochen | Saison abgebrochen      |
| 2021   |                       | Oslo Vikings (14)       | Finale entfallen   | Finale entfallen        |
| 2022   |                       | Eidsvoll 1814s (10)     | 35:28              | Oslo Vikings            |
| 2023   | 1. Juli               | Oslo Vikings (15)       | 42:30              | Eidsvoll 1814s          |
| 2024   | 15. Juni              | Eidsvoll 1814s (11)     | 19:14              | Kristiansand Gladiators |
| 2025   | 21. Juni              | Vålerenga Trolls (11)   | 32:30              | Eidsvoll 1814s          |

### Statistik
| Rang | Club                    | Meisterschaften | Finalteilnahmen |
| ---- | ----------------------- | --------------- | --------------- |
| 1    | Oslo (Westside) Vikings | 15              | 130 1           |
| 2    | Eidsvoll 1814s          | 11              | 22              |
| 3    | Vålerenga (Oslo) Trolls | 11              | 17              |
| 4    | Kristiansand Gladiators | 1               | 4               |
| 5    | Lura Bulls              | 1               | 1               |
| 6    | Asker Lynx              | –               | 1               |
| 6    | Asane Seahawks          | –               | 1               |